# Hipolit (Chilko)
Hipolit, imię świeckie Aleksiej Aleksijewicz Chilko, ros. Алексей Алексеевич Хилько (ur. 10 maja 1955 w Kramatorsku) – ukraiński biskup prawosławny.

## Życiorys
Ukończył technikum w Słowiańsku. Równolegle z pracą zawodową w Charkowie kontynuował studia w miejscowym instytucie politechnicznym. W 1979 wstąpił do moskiewskiego seminarium duchownego. Następnie ukończył Moskiewską Akademię Duchowną i uzyskał tytuł kandydata nauk teologicznych. W 1984 wstąpił do ławry Troicko-Siergijewskiej. Po ponownym otwarciu Monasteru Daniłowskiego został włączony do jego wspólnoty monastycznej. Od 1988 do 1989 był członkiem rosyjskiej misji prawosławnej w Jerozolimie. W 1989 wrócił do Monasteru Daniłowskiego, otrzymując funkcję jego dziekana, następnie zaś przełożonego. W 1992 został przełożonym ławry Peczerskiej. 14 lipca tego samego roku otrzymał nominację na biskupa białocerkiewskiego, wikariusza eparchii kijowskiej; jego chirotonia odbyła się 16 sierpnia 1992. 8 grudnia tego samego roku został przeniesiony na katedrę doniecką. W 1996 Święty Synod Ukraińskiego Kościoła Prawosławnego Patriarchatu Moskiewskiego udzielił mu ostrzeżenia z powodu jego wcześniejszych decyzji o zawieszaniu duchownych i odłączaniu od Cerkwi osób świeckich. Działalność biskupa stała się przedmiotem badań specjalnej komisji kierowanej przez biskupa Onufrego (Berezowskiego). W 1999 biskup został przeniesiony na katedrę tulczyńską, na której pozostawał do 2006, gdy wyznaczono go na zwierzchnika eparchii chustskiej.
Duchowny ostro przeciwstawiał się nadaniu Ukraińskiemu Kościołowi Prawosławnemu Patriarchatu Moskiewskiego statusu autokefalicznego, twierdząc, iż musiałoby to doprowadzić do zawarcia nowej unii kościelnej z Kościołem katolickim. Krytykował sam Kościół katolicki, określając ekumenizm jako herezję i występował jako przeciwnik globalizacji.
Popierał działania na rzecz kanonizacji Grigorija Rasputina oraz Iwana Groźnego, zaś śmierć cara Mikołaja II i jego rodziny przedstawiał jako „odkupieńczą ofiarę”. Z poglądów tych wycofał się w 2008 w liście adresowanym do Synodu Ukraińskiego Kościoła Prawosławnego.
W 2007 Święty Synod Ukraińskiego Kościoła Prawosławnego Patriarchatu Moskiewskiego przeniósł go w stan spoczynku w związku z licznymi skargami duchowieństwa i wiernych, głoszeniem poglądów eschatologicznych niezgodnych z nauczaniem Cerkwi (zbliżonych do twierdzeń usuniętego z Patriarchatu Moskiewskiego biskupa Diomida (Dziubana)) oraz wyświęcanie duchownych o poglądach „patriotycznych” i „antyekumenicznych”, którzy mieli podejmować działalność w innych eparchiach Kościoła.